# Hebdo24
Hebdo24 est un média en ligne haïtien lancé le 24 février 2021 à l’initiative de Phanord Cabé.

## Description
Il s'agit d'un média généraliste qui projette d'être un espace de référence en matière d’informations crédibles sur Haïti. Les informations traitées par ce media sont disponibles en quatre langues : français, anglais, espagnol et créole haïtien. L'idée est de favoriser davantage l'accessibilité des informations à travers des rubriques comme : culture, société, économie, éditorial, international, opinions, politique, santé, religion et le sport. À l'occasion de son premier anniversaire, son principal initiateur note que l'objectif est « d’informer les gens et nous le faisons pas de n’importe quelle manière. Nous diffusons l’essentiel des informations aux gens, ce qui est à même d’impacter, de changer, d’agir sur leur quotidien ».

## Histoire
Le fondateur explique que « c’est au regard de ce qui existe déjà comme médias en ligne qu’on a décidé un jour de lancer Hebdo24. Nous autres, nous misons sur la consistance, la permanence et le sérieux ». En août 2021, Jean Pierre Étienne a rejoint l'équipe de rédaction de ce média.
Pour ses trois ans d'existence, Hebdo24 organise un concours de dictée à Port-au-Prince,.